# Open Source Media Center
Open Source Media Center ou OSMC é um sistema de media player gratuita e aberto baseado no Linux Debian e foi criada em 2014. Ele permite a reprodução de mídia da sua rede local, armazenamento removivéis e na Internet atraves da utilização de streaming. OSMC media center usa conjunto de recursos e baseia-se no projecto Kodi.